# Bajmóctölgyes
Bajmóctölgyes (1899-ig Dubnicza, szlovákul: Dubnica) Bajmóc északi városrésze, egykor önálló község Szlovákiában, a Trencséni kerület Privigyei járásában.

## Története
A település a 13. században keletkezett, Bajmóc várának tartozéka volt. 1553-ban 4 portával adózott. 1675-ben 109-en lakták. 1778-ban 119 volt a lakosok száma.
A 18. század végén Vályi András így ír róla: „DUBNITZA. Tót falu Nyitra Vármegyében, földes Ura Gróf Pálfy Uraság, lakosai katolikusok, fekszik Bajmócztol nem meszsze, réttyei ugyan első Osztálybéliek, és legelője is elegendő, szomszédságban Bajmóczon piatzozása, és malma, fája tűzre; de mivel szőlö hegye nintsen, és földgye is második Osztálybéli, ugyan a’ második Osztályba tétettetett.”
1828-ban 29 házában 207 lakos élt.
Fényes Elek 1851-ben kiadott geográfiai szótárában így ír a faluról: „Dubnicza, Nyitra m. tót falu, Bajmócz filial. 270 kath. lak. F. u. a nyitrai káptalan. Ut. p. Privigye.”
Borovszky Samu monográfiasorozatának Nyitra vármegyét tárgyaló része szerint: „Dubnicza, regényes fekvésü kis tót falu, az Obora nevü fenyveserdő mellett, Bajmócztól északra. Lakosainak száma összesen 199, akik római katholikusok. Postája Bajmócz, táviró- és vasúti állomása Privigye. Régi község, melynek okiratilag igazolható nyomai már 1113-ra vezethetők vissza. Földesurai a Pálffyak voltak.”
A trianoni diktátumig Nyitra vármegye Privigyei járásához tartozott.
1966-ban csatolták a városhoz.

## Népessége
1910-ben 291 lakosából 285 szlovák és 6 egyéb anyanyelvű volt.
1930-ban 361 csehszlovák lakta.

## Testvérvárosai
Vác, Magyarország

## Lásd még
- Bajmóc
- Bajmócfürdő